# Heinrich Freistedt
Heinrich Freistedt (* 2. September 1903 in Essen; † 26. August 1986 in Stolberg) war ein deutscher römisch-katholischer Priester und Kirchenmusikdirektor in Aachen.

## Leben
Heinrich Freistedt wurde als zweitältester Sohn von vier Kindern der Familie Freistedt in Essen-Borbeck geboren. Zwei seiner Brüder (Emil und Franz) wurden Priester. Der Politiker Marino Freistedt, Sohn einer protestantischen Königsbergerin und eines Inders, wurde als 4-Jähriger von Heinrich Freistedt an Kindes statt angenommen.
Nach dem Abitur studierte Heinrich Freistedt Theologie und Musikwissenschaft an der Bonner Universität und in Fribourg/Schweiz. Er promovierte zum Thema „Liqueszierende Noten“ mit summa cum laude.
1929 empfing er im Kölner Dom die Priesterweihe und wurde zunächst Kaplan in Köln-Wahn und Wuppertal-Elberfeld. 1940 wurde er zum Direktor der Katholischen Hochschule für Kirchenmusik St. Gregorius in Aachen ernannt und behielt dieses Amt bis zu seiner Pensionierung 1969. Dreizehn Jahre lang war er Subsidiar in der Pfarrei St. Donatus in Aachen-Brand. Von 1982 bis zu seinem Tod 1986 lebte er in dem Altersheim Haus Maria im Venn in Stolberg-Venwegen.
Heinrich Freistedt veröffentlichte neben einer Sammlung von selbst komponierten Kirchengesängen unter dem Titel Liedrufe der Gemeinde auch den Klagegesang Kreuzweg im Weinberg (1956). Seine Liebe galt der Gregorianik. Viele Jahre war er als Kirchenmusikreferent und Professor in der Priesterausbildung am Priesterseminar Aachen tätig. Heinrich Freistedt war auch Träger von Auszeichnungen des Deutschen Cäcilienverbandes.

## Schriften (Auswahl)
- Die liqueszierenden Noten des Gregorianischen Chorals: Ein Beitrag zur Notationskunde. St. Paulusdruck, Freiburg (Schweiz) 1929
- Geschichte der rheinischen Kirchenmusik seit 1800. In: Gregoriusbote, Band 47, Aachen 1931
- Entstehung und Entwicklung des Cäcilienvereins in den Diözesen Köln und Aachen. In: musica sacra, Heft 9, 1931
- Drei Fragen zum Thema Kinderschola. In: musica sacra, Heft 8, 1950
- Kreuzweg im Weinberg. Musikverlag Schwann, Düsseldorf 1954
- Kleine Choralschule für Chorsänger: Kurze Einführung in die Praxis des gregorianischen Chorals. Musikverlag Schwann, Düsseldorf, 1954
- Die Kirchenmusikschule Gregoriushaus in Aachen. In: musica sacra, Heft 4, 1961
- Fragen der Musikerziehung im kirchlichen Raum. Bachem-Verlag, 1961
- Liedrufe der Gemeinde: Eine Sammlung von Kehrversen und Psalmen im Kirchenjahr; Vorsängerbuch. Einhard-Verlag, Aachen 1970